# Universidad de Copperbelt
La  Universitdad de Copperbelt  (en idioma inglés,  Copperbelt University ) es una universidad de Zambia, que formaba parte de la Universidad de Zambia.
- Datos: Q339314